# Palais Gambacorti
Le palais Gambacorti est un bâtiment historique de Pise, siège de l'administration municipale et un des palais les plus célèbres du Lungarno de Pise.
Il est situé à l'entrée sud du Ponte di Mezzo.

## Histoire
Il a été construit au nom de Pietro Gambacorti entre 1370 et 1392, peut-être sur un projet de Tommaso Pisano, fils d'Andrea Pisano. La famille Gambacorti faisait partie de la riche noblesse marchande pisane, avec de vastes possessions dans la Valdera.
C'est au cours du XVe siècle que l'édifice changea de destination, devenant le siège, plutôt que privé, d'une magistrature publique, les consuls de la mer, les douanes puis les prieurs citoyens. En 1533, il est redevenu privé, passant à la famille Del Tignoso, qui l'a agrandi en incorporant les deux bâtiments des deux côtés de l'intérieur, qui font encore aujourd'hui partie du complexe mais de l'extérieur apparaissent comme des bâtiments différents. En 1698 les Lorraine le reprennent et y installent les magistratures. Au XIXe siècle, il abritait les archives de l'État, la caserne des sapeurs-pompiers et la garde municipale.
De 2012 à 2015, les salles Rouges et des Baléares ont été restaurées, avec des interventions  à la fois sur les fresques et sur les plafonds.

## Description

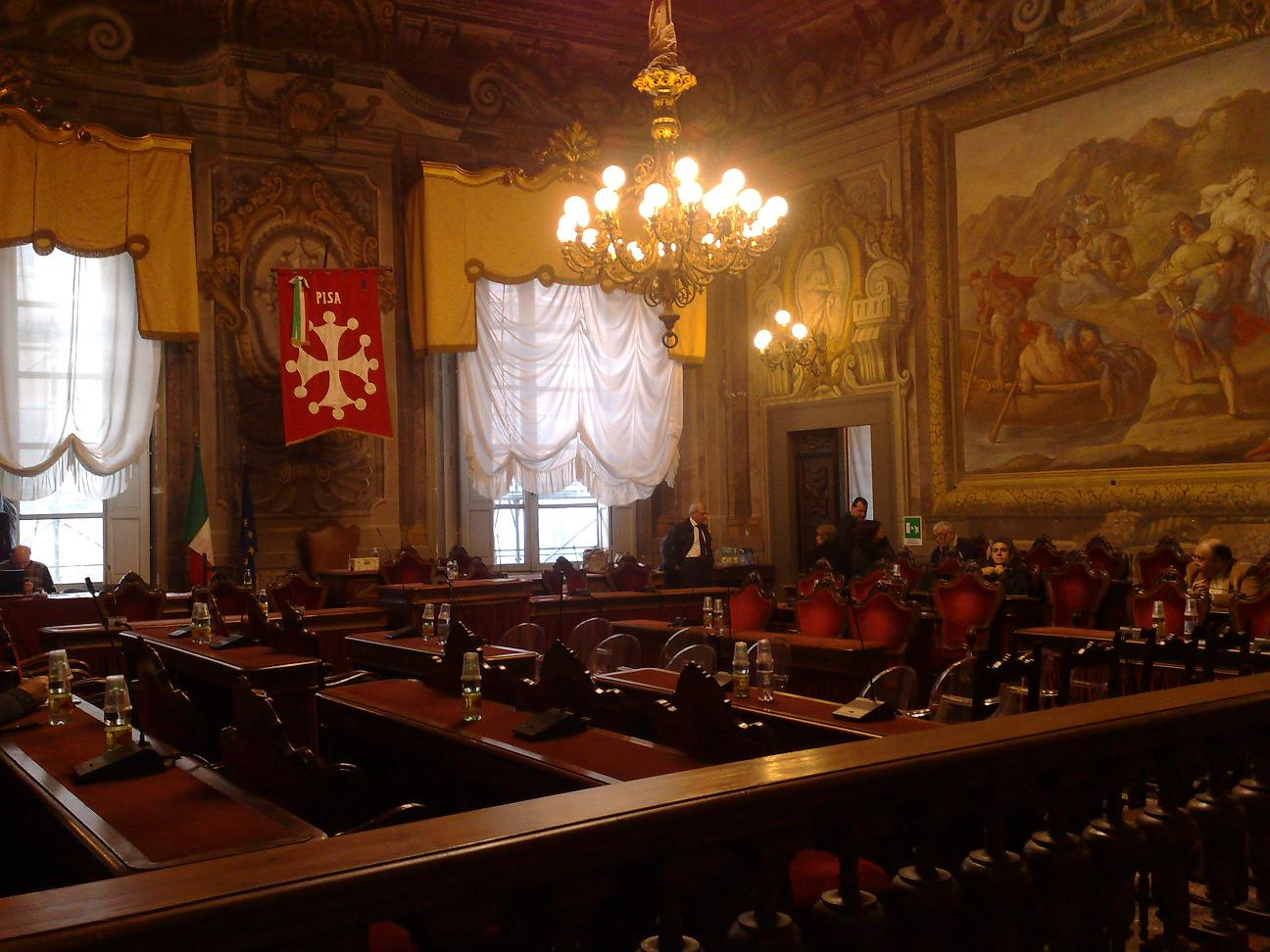
La Sala delle Baleari, actuellement utilisée pour les séances du conseil municipal.

La façade du XIVe siècle, de style gothique, présente une alternance de matériaux bicolores noir et blanc, le tout orné d'élégantes fenêtres à meneaux. À l'arrière de la via Toselli, il y a aussi une façade du XVIIe siècle attribuée à Pierre de Francqueville, composée de hautes fenêtres à tympans semi-circulaires et d'un imposant portail aux armoiries des Médicis.
À l'intérieur, se trouvent plusieurs salles de réception et des bureaux de l'administration municipale. Le hall d'entrée, finement voûté, est occasionnellement utilisé pour quelques expositions temporaires. Au deuxième étage, trois salles d'un intérêt artistique particulier, la première d'entre elles, la salle Rouge, ainsi appelée pour la couleur de la tapisserie qui recouvre les murs, présente la Fresque du plafond de Pise qui rend hommage à San Ranieri de Giuseppe et Francesco Melani. La salle des Baléares est la plus grande et richement décorée, elle possède un élégant plafond à caissons et des fresques célébrant les victoires maritimes de la république de Pise. La fresque centrale, l'L'assaut final de Jérusalem par les Pisans, a été peinte par Cesare Dandini en 1695 pour célébrer la conquête de Jérusalem en 1099 lors de la première croisade. Enfin, dans la salle des Armoiries, où se déroulent habituellement les mariages civils, sont présentées les armoiries héraldiques des différentes familles aux commandes de la ville, dont les maires après l'unification de l'Italie.

## Galerie d'images

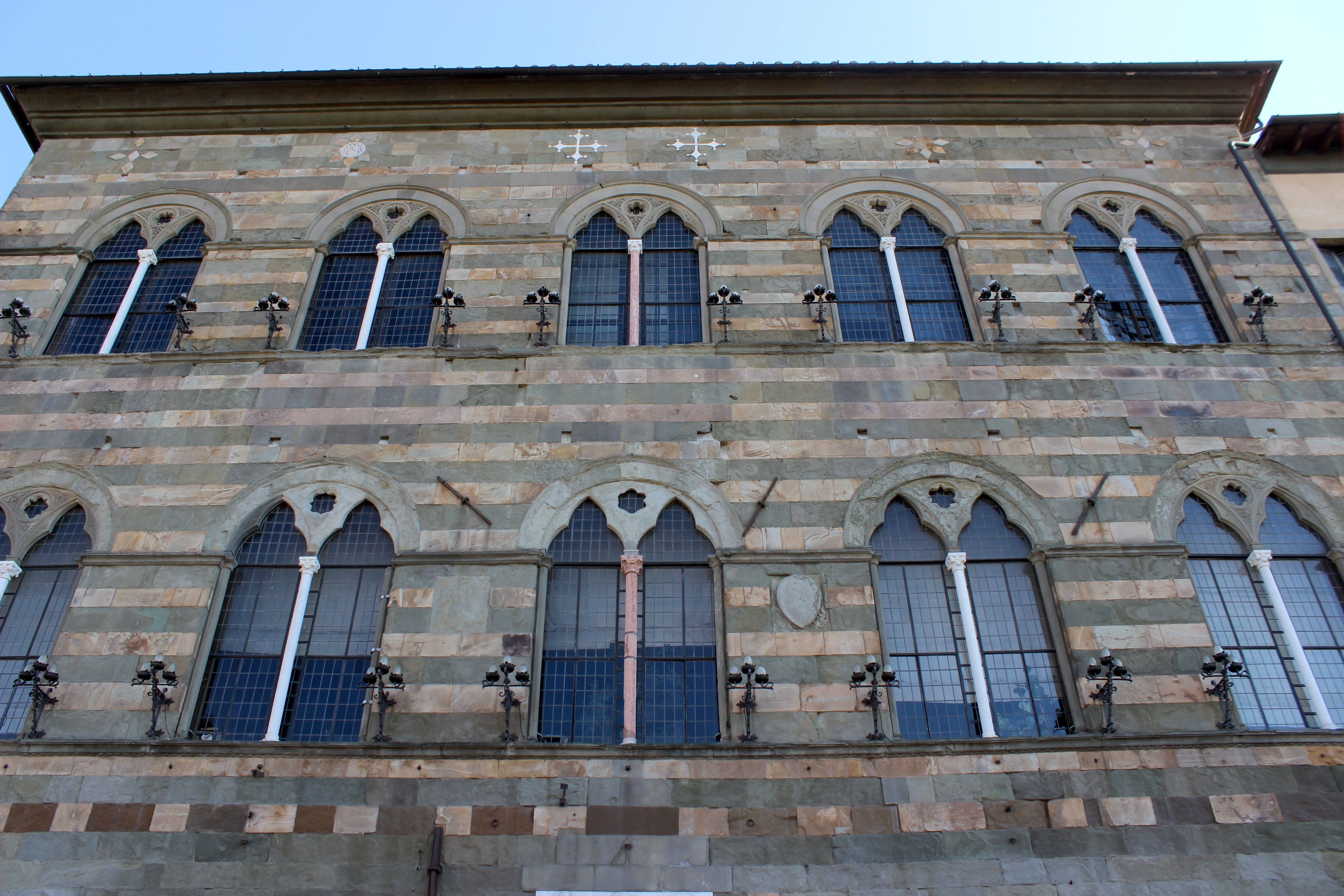
Détail de la façade nord.
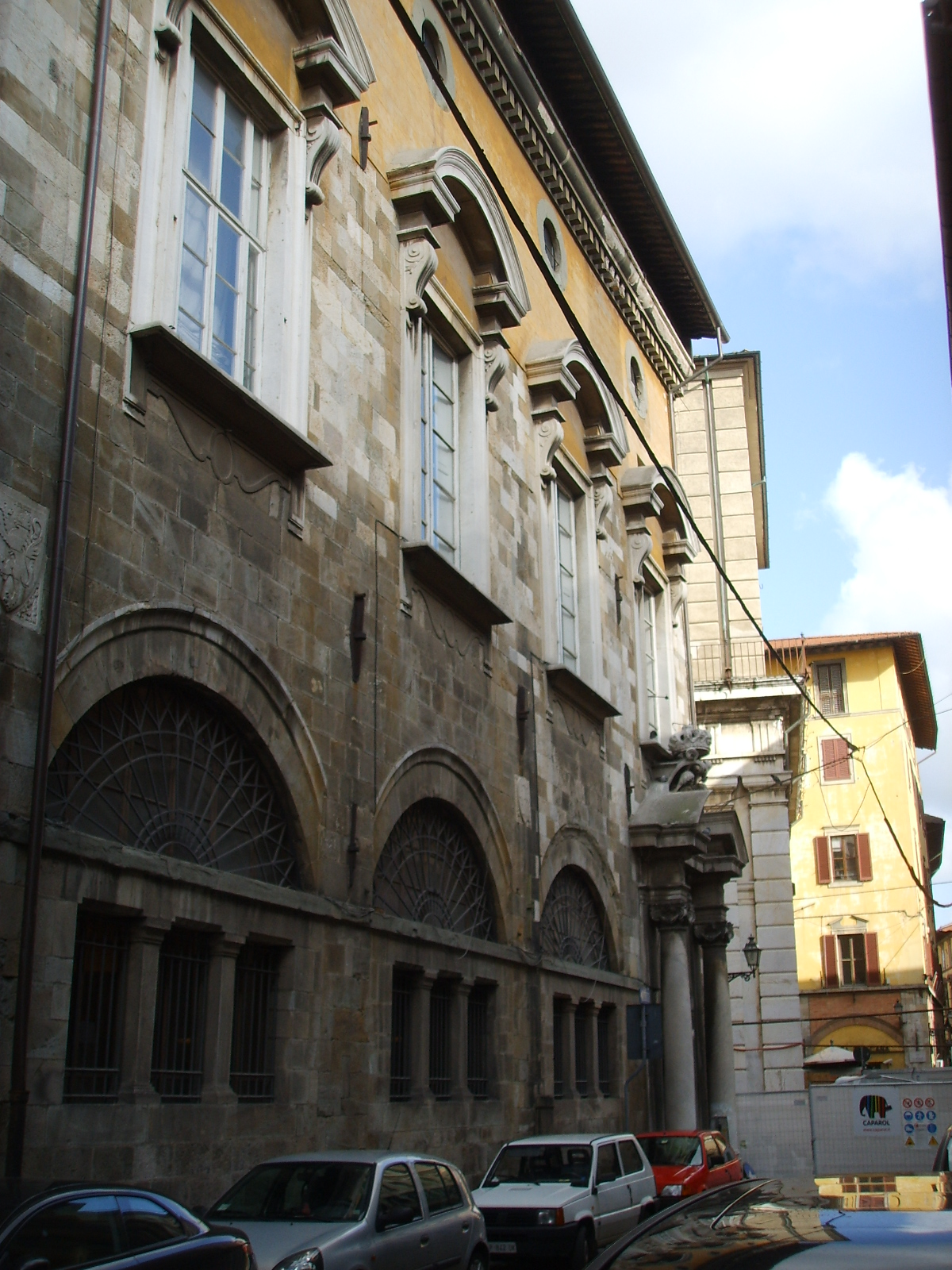
La façade arrière.
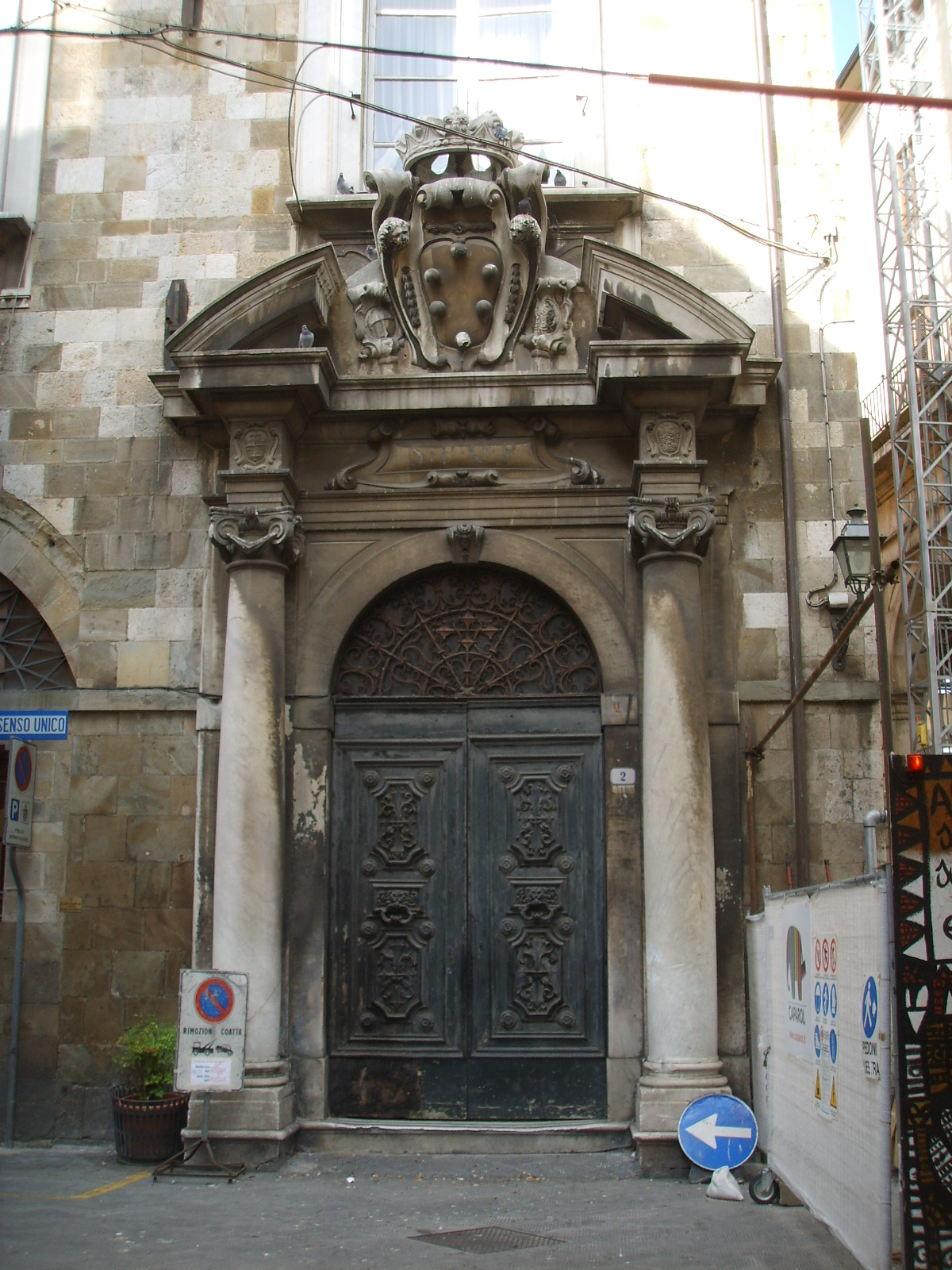
Le portail arrière.
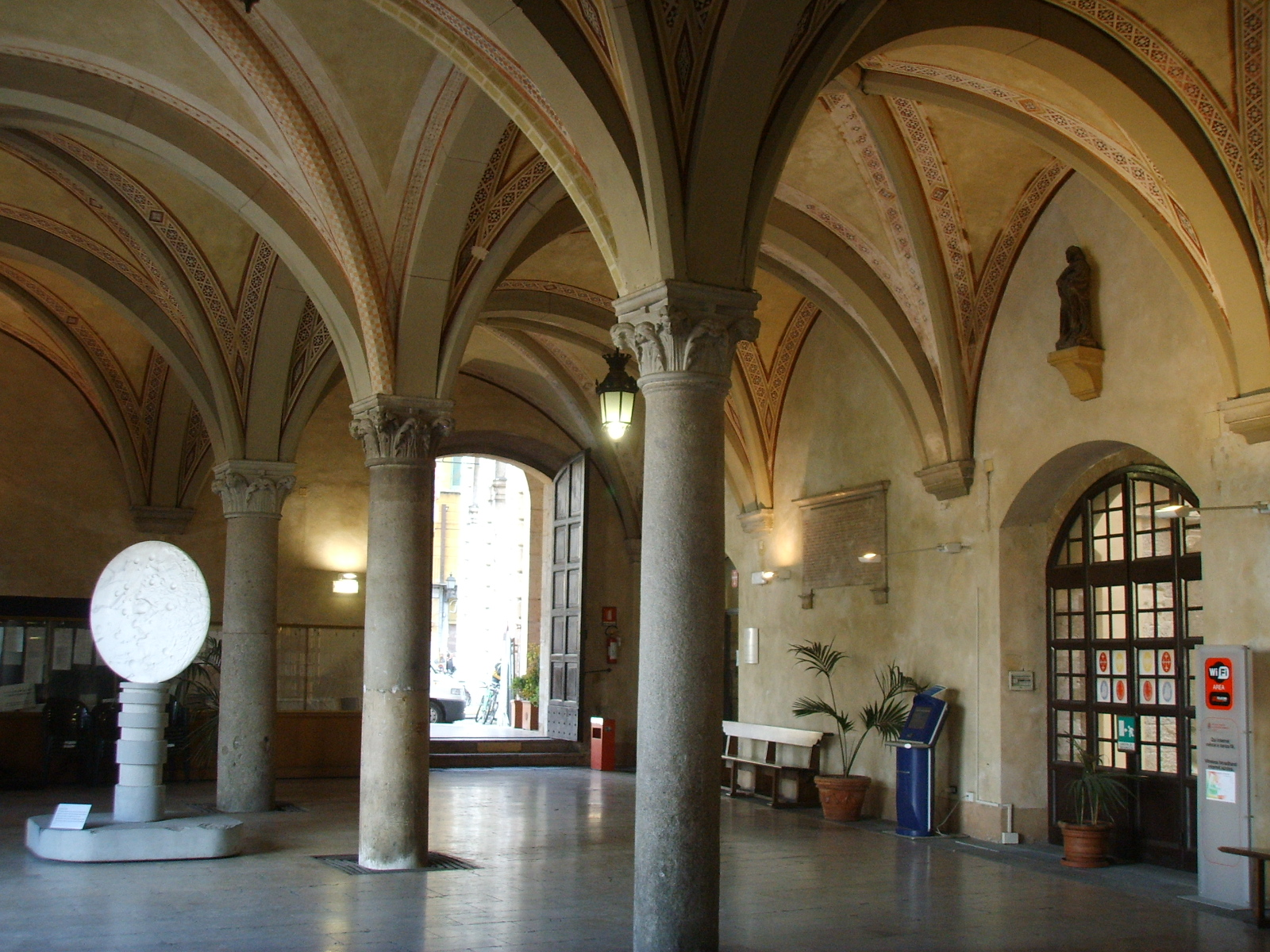
Le hall d'entrée sur le Lungarno.
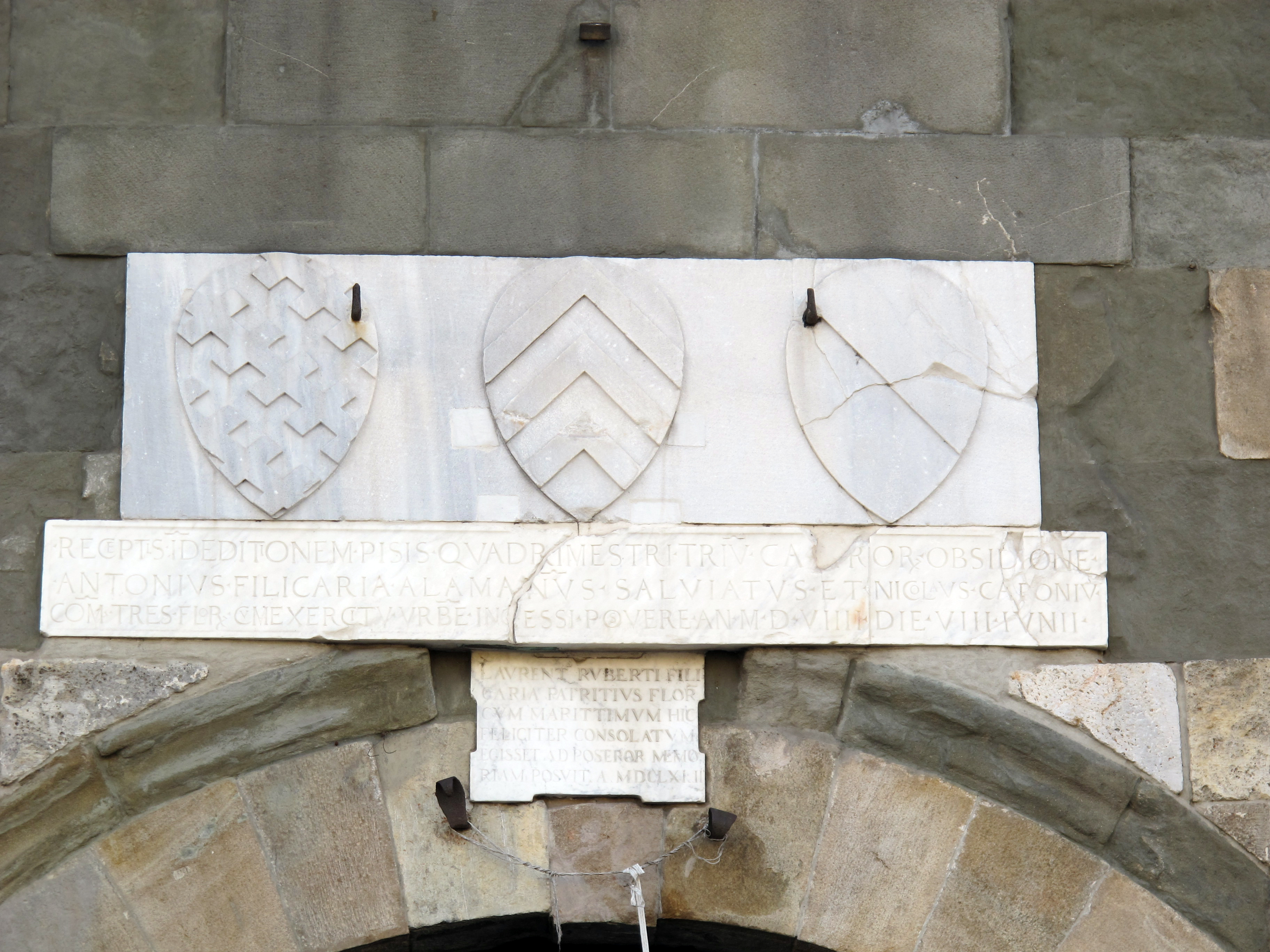
Armoiries du portail nord.